# Palasa-Kasibugga
Palasa-Kasibugga è una suddivisione dell'India, classificata come nagar panchayat, di 49.987 abitanti, situata nel distretto di Srikakulam, nello stato federato dell'Andhra Pradesh. In base al numero di abitanti la città rientra nella classe III (da 20.000 a 49.999 persone). LA città è formata dai due centri di Palasa e di Kasibugga.

## Geografia fisica
La città è situata a 18° 46' 0 N e 84° 25' 0 E e ha un'altitudine di 38 m s.l.m..

## Società

### Evoluzione demografica
Al censimento del 2001 la popolazione di Palasa-Kasibugga assommava a 49.987 persone, delle quali 24.427 maschi e 25.560 femmine. I bambini di età inferiore o uguale ai sei anni assommavano a 5.932, dei quali 2.921 maschi e 3.011 femmine. Infine, coloro che erano in grado di saper almeno leggere e scrivere erano 30.769, dei quali 17.436 maschi e 13.333 femmine.